# Кодовое имя
Кодовое имя, коднэйм (англ. code name, cryptonym) — слово или словосочетание, непосредственно привязанное (например, разработчиком) к другому слову или словосочетанию (например, торговой марке). Часто используются военными, шпионами в целях повышения скрытности или степени секретности. 
В бизнесе используются компаниями для сокрытия подробностей проекта от конкурентов.

## Примеры
- В ходе Первой мировой войны под кодовым именем tank (то есть цистерна или ёмкость) транспортировались бронированные боевые машины, за которыми впоследствии и закрепилось название танк.
- «Mozilla» — кодовое имя Netscape Navigator.
  - Кодовые имена версий Mozilla Firefox используются для сборок, не являющихся официальными выпусками, но имеющих к их исходному коду какое-то отношение (альфа-версии, ночные сборки, неофициальные сборки на основе кода, уже отделённого от кода предыдущего стабильного выпуска): «Deer Park» (кодовое имя Mozilla Firefox 1.5) «Gran Paradiso» (3.0), «Namoroka» (3.6).
- Кодовые имена выпусков Microsoft Windows: «Chicago» (Windows 95), «Memphis» (98), «Whistler» (XP), «Longhorn» (Vista).
- Список кодовых имён продукции Intel